# Symsagittifera japonica
Symsagittifera japonica är en plattmaskart som först beskrevs av Kato 1951.  Symsagittifera japonica ingår i släktet Symsagittifera och familjen Sagittiferidae. Inga underarter finns listade i Catalogue of Life.